# V390 Большого Пса
V390 Большого Пса (лат. V390 Canis Majoris) — одиночная переменная звезда в созвездии Большого Пса на расстоянии (вычисленном из значения параллакса) приблизительно 94538 световых лет (около 28986 парсеков) от Солнца. Видимая звёздная величина звезды — от +13,3m до +12,3m.

## Характеристики
V390 Большого Пса — пульсирующая переменная звезда, классическая цефеида (DCEP).